# Сырохново
Сырохново — деревня в Опочецком районе Псковской области. Входит в состав Матюшкинской волости.
Расположена в 17 км к северо-востоку от города Опочка и в 11 км к юго-востоку от волостного центра, деревни Матюшкино.
Численность населения составляет 22 жителя (2000 год).